# 孝恭王
孝恭王（こうきょうおう、885年? - 912年、在位 : 897年 - 912年）は、新羅第52代国王。姓は金、諱は嶢（ぎょう）。第49代憲康王の庶子。母は義明太后。妃は朴又謙の娘。

## 生涯
孝恭王については、崔致遠の文集の中に光哲3年（887年）7月5日に国王（憲康王）が亡くなったが（『三国史記』では886年）、甥の嶢はまだ産まれて1年もたっていないので仲兄の晃（定康王）が臨時に国を治めたとあるので885年から887年の間の産まれと推定できる。
897年、孝恭王は王位についたものの新羅は大規模な内乱（後三国時代）に突入しており、その中でも完山で勢力を伸ばしていた後百済の甄萱や後高句麗の弓裔などの勢力が急激に領土を侵食していた。そして、900年に甄萱が、901年に弓裔が王を称した。孝恭王は、これに対抗する事ができず酒色におぼれ、新羅の領土は日増しに削られて行き新羅は滅亡の道をたどることになる。

## 孝恭王の渤海に対する認識
897年に唐に対して渤海の大封裔が渤海の席次を新羅より上位にすることを要請したが、唐が不許可にしたことを感謝して新羅の崔致遠が執筆し、孝恭王から唐皇帝である昭宗に宛てた公式な国書である『謝不許北国居上表』には「渤海を建国した大祚栄は高句麗領内に居住していた粟末靺鞨人であり、渤海は高句麗領内に居住していた粟末靺鞨人によって建国された」と記録されている。『謝不許北国居上表』は、渤海が存在していた同時代の史料であり、また新羅王から唐皇帝へ宛てた公式な国書であることから史料的価値が極めて高い第一等史料とされる。